# Frédérique Vidal
Frédérique Vidal (Monaco, 9 maggio 1964) è una politica e biochimica francese.

## Carriera
Fu dal 17 maggio 2017 Ministro dell'insegnamento superiore, della ricerca e dell'innovazione nei governi Philippe I, Philippe II e Castex.